# Bechyňský kraj

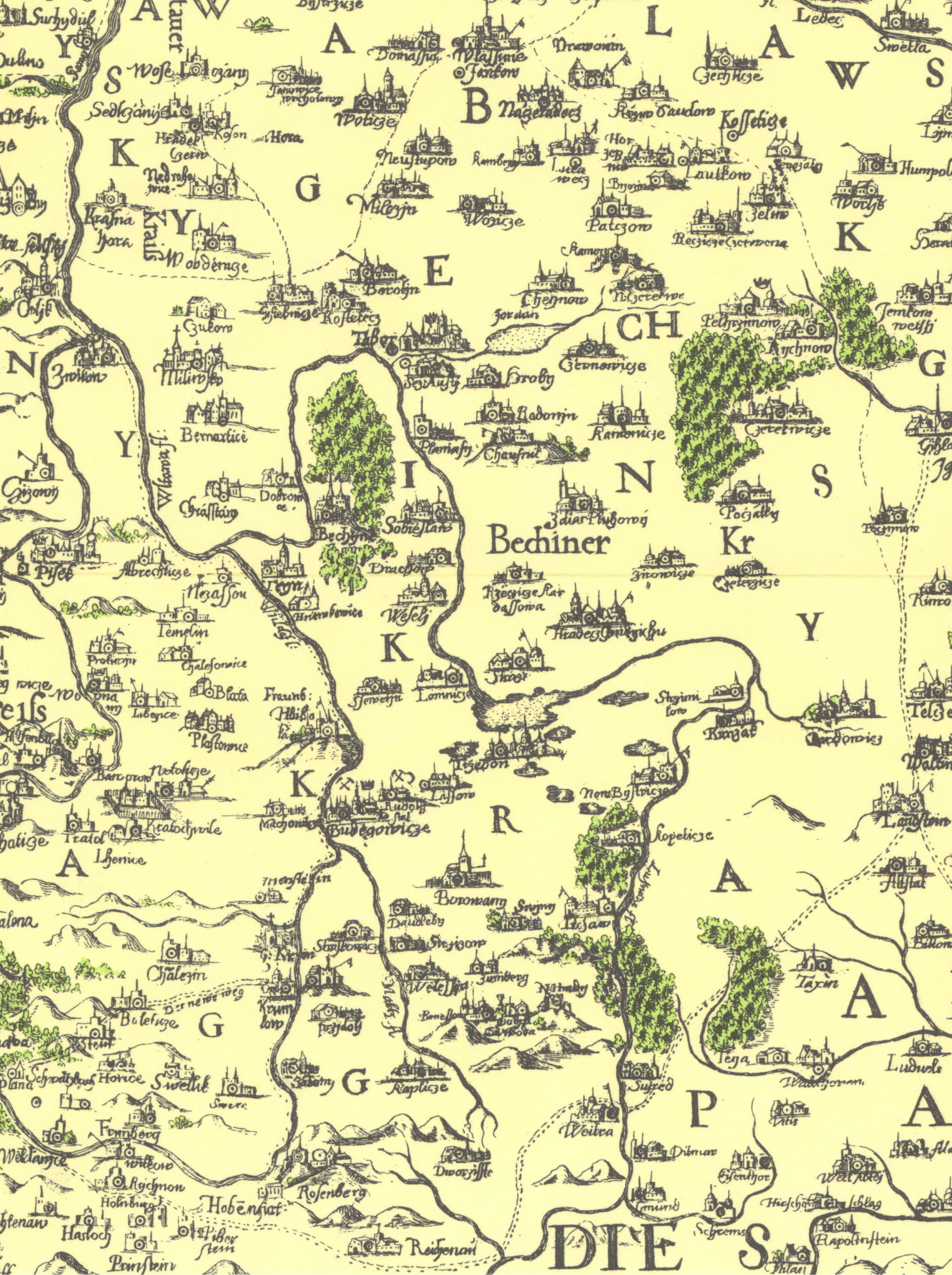
Nejstarší vyobrazení Bechyňského kraje na Aretinově mapě z roku 1619

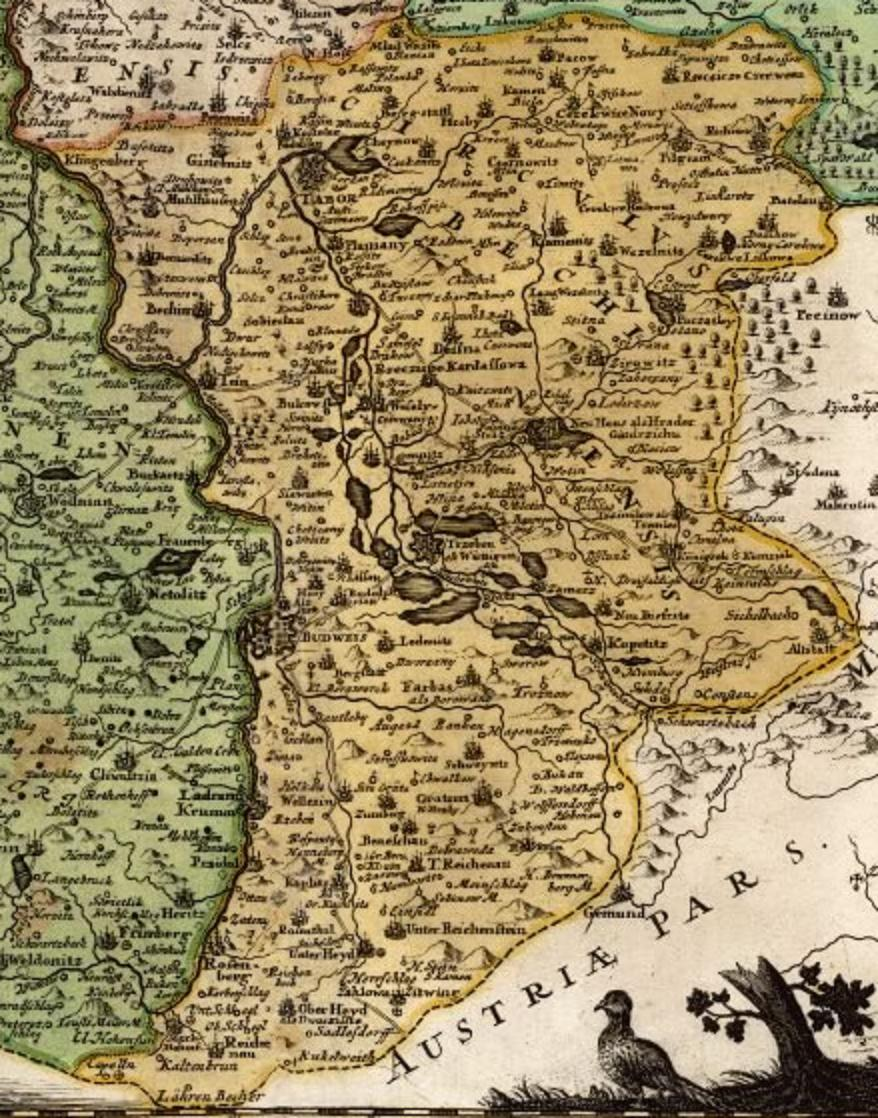
Bechyňský kraj na Vogtově mapě 1712

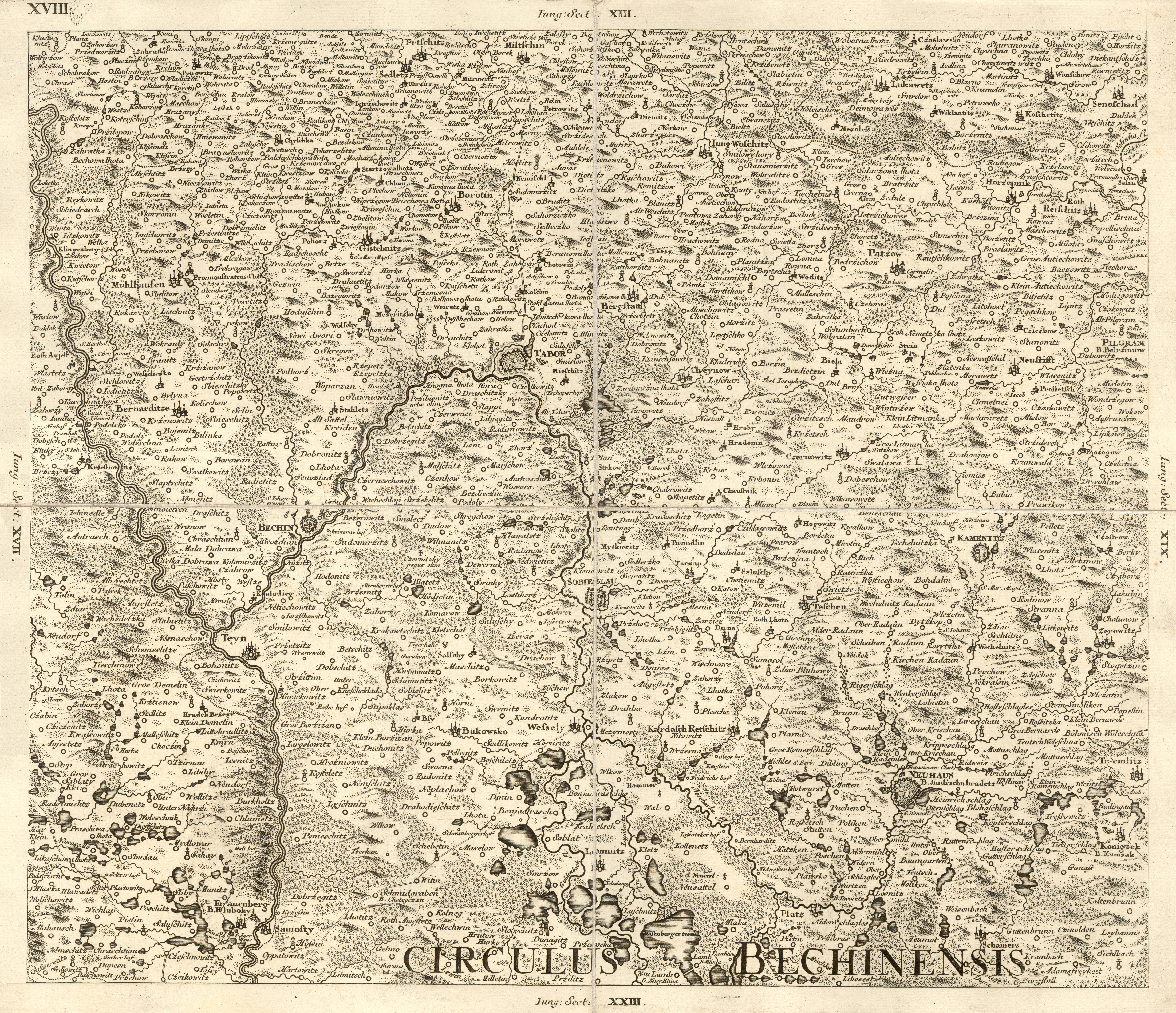
Severozápad Bechyňského kraje. Müllerova mapa Čech z roku 1720

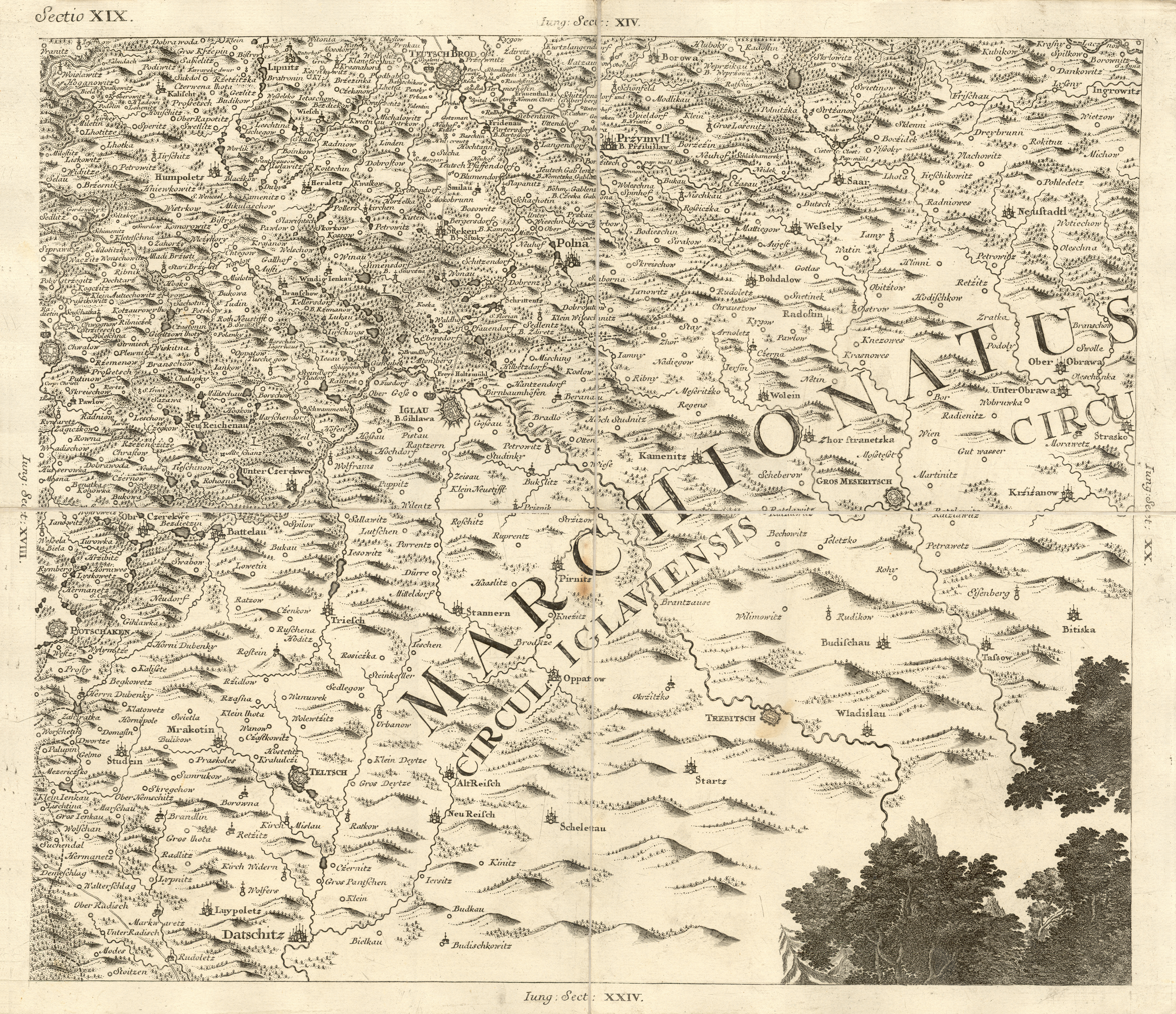
Severovýchod Bechyňského kraje. Müllerova mapa Čech z roku 1720.

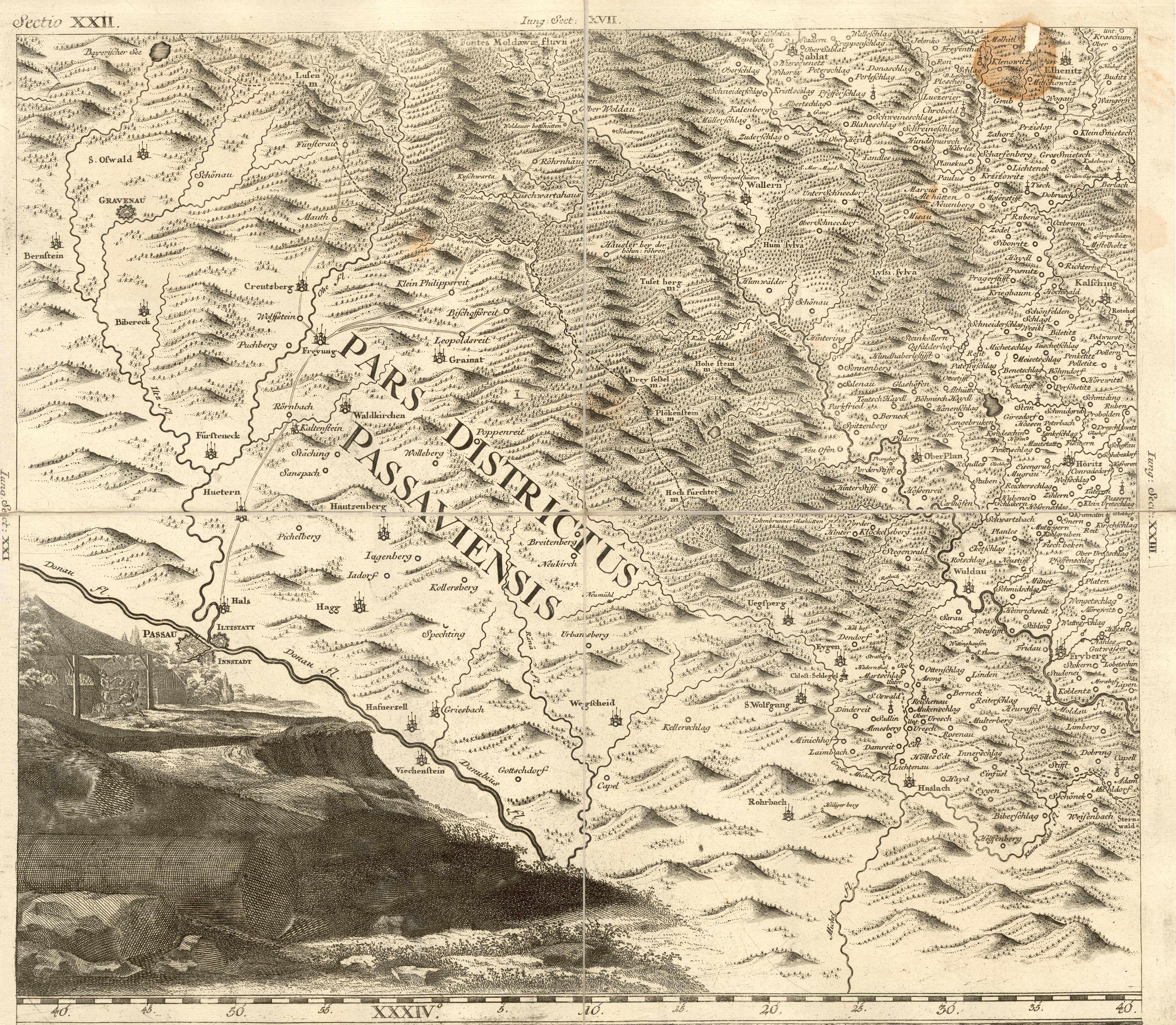
Jihozápad Bechyňského kraje. Müllerova mapa Čech z roku 1720.

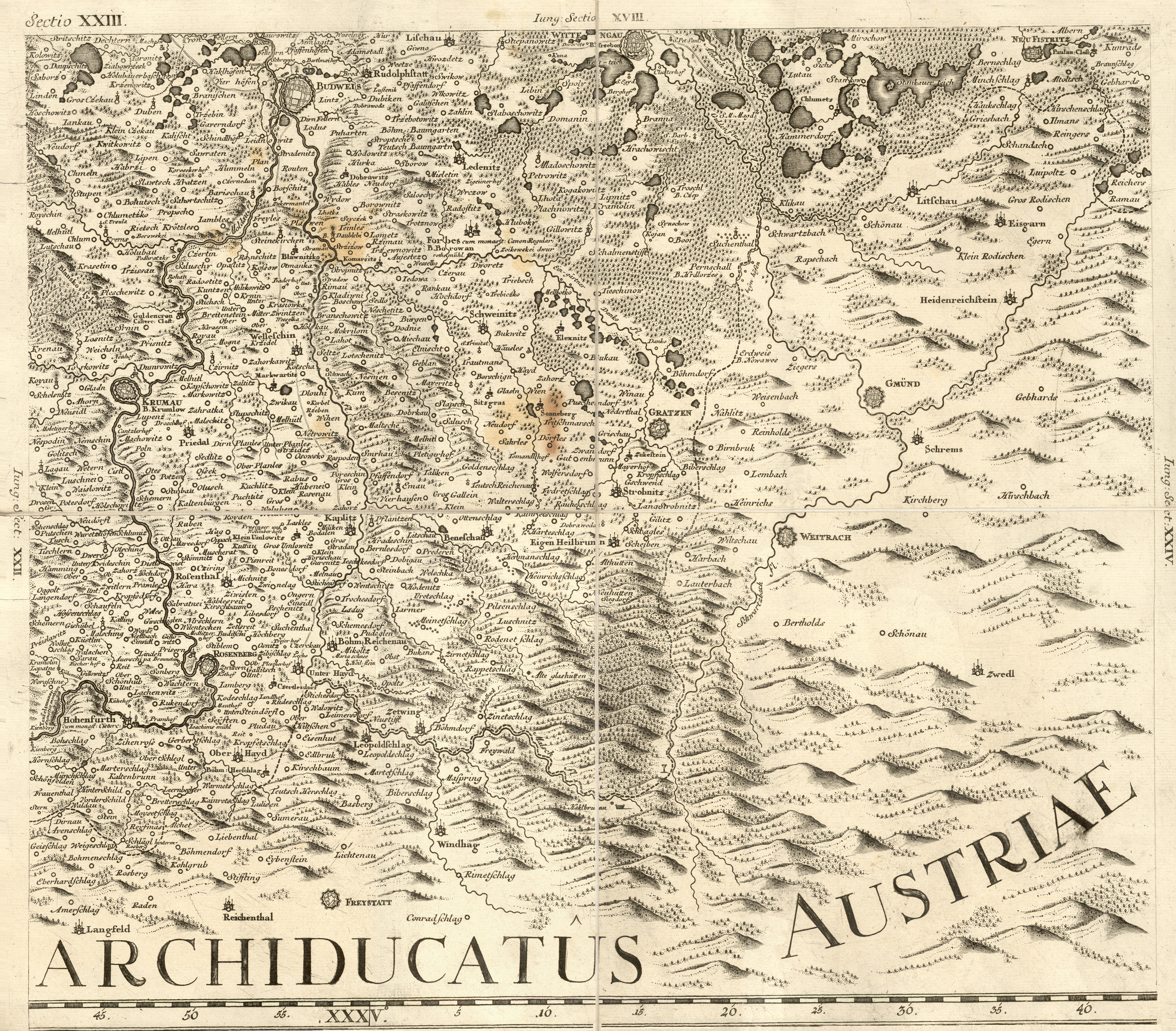
Jihovýchod Bechyňského kraje. Müllerova mapa Čech z roku 1720.

Počátky existence Bechyňského kraje nebo také jen Bechyňska spadají do druhé poloviny 13. století, kdy Přemysl Otakar II. původní hradské zřízení nahradil krajským zřízením. Kraj se nazýval podle města Bechyně, které bylo jeho správním centrem.

## Historie
Bechyňské hradiště bylo na ostrožně nad Lužnicí vybudováno v 9. století. První neurčitá zmínka o Bechyňsku je z 12. století. Bechyni poté získalo pražské biskupství, ale v roce 1268 místo získal zpět král Přemysl Otakar II., který se zde rozhodl postavit svůj hrad. Jan Lucemburský pak roku 1323 v podhradí založil město. Tehdy se připomíná i Chýnovsko a Doudlebsko, které se s Bechyňskem spojily v jeden kraj. Načas s ním bylo kvůli berním spojeno i Vltavsko. Po roce 1340 se v držení Bechyně střídají různé šlechtické rody.
Kromě toho roku 1265 založil král Přemysl Otakar II. královské město České Budějovice a roku 1293 byl Jindřichův Hradec poprvé zmíněn jako město, pročež je také řazen k nejstarším městům v Čechách. V roce 1420 husité vypálili Sezimovo Ústí a vypukly husitské války. Na jaře téhož roku husté založili město Tábor a dne 5. dubna 1420 se v podhradí u Mladé Vožice odehrála bitva u Mladé Vožice, kde oddíl vedený hejtmanem Janem Žižkou z Trocnova při nočním přepadu zaskočil a téměř zničil vojsko českého panstva.
Při solním sčítání (seznam konzumentů soli za účelem výběru daní) v roce 1702 bylo zjištěno v Bechyňském kraji 124 058 křesťanů a 654 židů, dohromady tedy 124 712 obyvatel nad deset let. Krajským městem byla Bechyně do 23. ledna 1751, kdy byl reskriptem Marie Terezie Bechyňský kraj kvůli své územní rozsáhlosti, protože zabíral celou východní polovinu jižních Čech, rozdělen na dva podíly: Táborský kraj a Budějovický kraj.

## Významní hejtmané
- první polovina 16. století: Oldřich Španovský z Lisova[4]
- 1641–1644 Adam Pavel Slavata z Chlumu a Košumberka
- 1645–1649 Václav Vratislav z Mitrovic[5]
- 1650–1652 Adam Pavel Slavata
- 1652–1658 Albrecht Kapoun ze Svojkova
- 1660–1677 Kryštof Karel Přehořovský z Kvasejovic
- 1686–1697 Kryštof Karel Voračický z Paběnic
- 1703–1704 Antonín Josef Obytecký z Obytec
- 1704–1705 Kryštof Karel Voračický z Paběnic
- 1717–1727 Karel Josef Voračický z Paběnic
- 1740–1751 František Václav Caretto-Millesimo

### Hejtmané za rytířský stav
- 1670–1686 Jan Alexandr Koňas z Vydří[6]
- 1707–1712 Jan Václav Vražda, rytíř z Kunvaldu[7]
- 1735–1738 Václav Kazimír Netolický z Eisenberka

## Sídla v kraji roku 1654
Místa v kraji Bechyňském z roku 1654, označená v berní rule tohoto kraje jako města a městečka.

### Města
| Jméno města         | stav                                                | obyvatel roku 1702* | počet budov roku 1830 | obyvatelstvo přítomné roku 1830 | obyvatelstvo domácí roku 1830 |
| ------------------- | --------------------------------------------------- | ------------------- | --------------------- | ------------------------------- | ----------------------------- |
| České Budějovice    | královské město                                     | 2280                | 784                   | 7450                            | 7426                          |
| Jindřichův Hradec   | poddanské, panské město, panství Jindřichův Hradec  |                     | 636                   | 5776                            | 5705                          |
| Český Krumlov       | poddanské, panské město, panství Český Krumlov      | 1558 (roku 1651)    | 707                   | 5578                            | 5520                          |
| Třeboň              | poddanské, komorní město, panství Třeboň            | 674                 | 331                   | 4249                            | 4427                          |
| Tábor               | královské město                                     | 1112                | 431                   | 4043                            | 4053                          |
| Pelhřimov           | královské město                                     | 992                 | 368                   | 3195                            | 3164                          |
| Týn nad Vltavou     | poddanské, duchovní město, panství Týn nad Vltavou  | 527                 | 301                   | 2859                            | 2883                          |
| Soběslav            | poddanské, komorní město, panství Třeboň            | 583                 | 337                   | 2580                            | 2677                          |
| Pacov               | poddanské, panské město, panství Pacov              | 378                 | 353                   | 2564                            | 2593                          |
| Nová Bystřice       | poddanské, panské město, panství Nová Bystřice      |                     | 393                   | 2487                            | 2532                          |
| Počátky             | poddanské, panské město, panství Jindřichův Hradec  |                     | 326                   | 2247                            | 2280                          |
| Kamenice nad Lipou  | poddanské, panské město, panství Kamenice nad Lípou | 375                 | 303                   | 2154                            | 2181                          |
| Bechyně             | poddanské, panské město, panství Bechyně            | 502                 | 281                   | 1966                            | 2012                          |
| Veselí nad Lužnicí  | poddanské, komorní město, panství Třeboň            | 490                 | 283                   | 1885                            | 1946                          |
| Milevsko            | poddanské, duchovní město, panství Milevsko         |                     | 278                   | 1817                            | 1876                          |
| Nové Hrady          | poddanské, panské město, panství Nové Hrady         |                     | 204                   | 1586                            | 1639                          |
| Miličín             | poddanské, panské město, statek Miličín             |                     | 202                   | 1366                            | 1393                          |
| Jistebnice          | poddanské, panské město, panství Jistebnice         | 437                 | 179                   | 1208                            | 1272                          |
| Rožmberk            | poddanské, panské město, panství Rožmberk           |                     | 178                   | 1143                            | 1222                          |
| Lomnice nad Lužnicí | poddanské, komorní město, panství Třeboň            | 303 (roku 1651)     | 161                   | 1072                            | 1116                          |
| Rudolfov            | svobodné horní město                                | 239                 | 140                   | 903                             | 925                           |
| Hořepník            | poddanské, rytířské město, statek Loutkov           | 249 (roku 1651)     | 125                   | 877                             | 882                           |

(* Roku 1702 jsou obyvatelé nad 10 let.)

### Městečka
| Jméno městečka              | stav                                                                   | počet budov roku 1830 | obyvatelstvo přítomné roku 1830 | obyvatelstvo domácí roku 1830 |
| --------------------------- | ---------------------------------------------------------------------- | --------------------- | ------------------------------- | ----------------------------- |
| Lišov                       | poddanské, panské městečko, panství Lišov                              | 274                   | 1916                            | 1939                          |
| Trhové Sviny                | poddanské, panské městečko, panství Nové Hrady                         | 232                   | 1746                            | 1879                          |
| Kaplice                     | poddanské, panské městečko, panství Nové Hrady                         | 290                   | 1765                            | 1793                          |
| Kardašova Řečice            | poddanské, panské městečko, panství Jindřichův Hradec                  | 241                   | 1710                            | 1768                          |
| Strmilov                    | poddanské, panské městečko, panství Jindřichův Hradec                  | 281                   | 1617                            | 1657                          |
| Kunžak                      | poddanské, panské městečko, panství Jindřichův Hradec                  | 256                   | 1622                            | 1644                          |
| Černovice                   | poddanské, panské městečko, panství Černovice                          | 235                   | 1570                            | 1607                          |
| Mladá Vožice                | poddanské, panské městečko, panství Mladá Vožice                       | 260                   | 1545                            | 1597                          |
| Horní Cerekev               | poddanské, panské městečko, panství Horní Cerekev                      | 177                   | 1521                            | 1527                          |
| Deštná                      | poddanské, panské městečko, panství Jindřichův Hradec                  | 211                   | 1399                            | 1391                          |
| Žirovnice                   | poddanské, panské městečko, panství Jindřichův Hradec                  | 225                   | 1335                            | 1357                          |
| Benešov nad Černou          | poddanské, panské městečko, panství Nové Hrady                         | 219                   | 1301                            | 1348                          |
| Červená Řečice              | poddanské, duchovní městečko, panství Červená Řečice                   | 152                   | 1213                            | 1233                          |
| Stráž nad Nežárkou          | poddanské, panské městečko, panství Stráž nad Nežárkou                 | 148                   | 1138                            | 1140                          |
| Staré Město pod Landštejnem | poddanské, panské městečko, panství Landštejn                          | 163                   | 1118                            | 1124                          |
| Dolní Cerekev               | poddanské, duchovní městečko, panství Červená Řečice                   | 156                   | 1104                            | 1109                          |
| Vyšší Brod                  | poddanské, panské městečko, panství Vyšší Brod                         | 146                   | 1022                            | 1065                          |
| Nový Rychnov                | poddanské, duchovní městečko, panství Červená Řečice                   | 143                   | 1029                            | 1039                          |
| Chýnov                      | poddanské, panské městečko, panství Chýnov                             | 106                   | 970                             | 1031                          |
| Horní Planá                 | poddanské, panské městečko, panství Český Krumlov                      | 105                   | 979                             | 994                           |
| Borotín                     | poddanské, panské městečko, panství Jistebnice                         | 129                   | 935                             | 962                           |
| Nová Cerekev                | poddanské, panské městečko, panství Stráž pod Rálskem                  | 134                   | 951                             | 957                           |
| Chvalšiny                   | poddanské, panské městečko, panství Český Krumlov                      | 137                   | 898                             | 932                           |
| Dolní Bukovsko              | poddanské, komorní městečko, panství Třeboň                            | 128                   | 840                             | 879                           |
| Ledenice                    | poddanské, komorní městečko, panství Třeboň                            | 112                   | 788                             | 824                           |
| Frymburk                    | poddanské, panské městečko, panství Rožmberk                           | 96                    | 750                             | 775                           |
| Bernartice                  | poddanské, duchovní městečko, statek Bernartice                        | 107                   | 743                             | 766                           |
| Stropnice                   | poddanské, panské městečko, panství Nové Hrady                         | 131                   | 698                             | 710                           |
| Borovany                    | poddanské, duchovní městečko, statek kláštera v Borovanech             | 93                    | 691                             | 698                           |
| Cetviny                     | poddanské, panské městečko, panství Rožmberk                           | 103                   | 646                             | 660                           |
| Horní Dvořiště              | poddanské, panské městečko, panství Rožmberk                           | 99                    | 640                             | 660                           |
| Rychnov nad Malší           | poddanské, panské městečko, panství Klašter panenský ve městě Krumlově | 120                   | 789                             | 657                           |
| Hořice na Šumavě            | poddanské, panské městečko, panství Vyšší Brod                         | 97                    | 628                             | 651                           |
| Velešín                     | poddanské, panské městečko, panství Nové Hrady                         | 96                    | 644                             | 650                           |
| Dolní Dvořiště              | poddanské, panské městečko, panství Rožmberk                           | 104                   | 587                             | 621                           |
| Rožmitál na Šumavě          | poddanské, panské městečko, panství Rožmberk                           | 90                    | 526                             | 543                           |
| Hojná Voda                  | poddanské, panské městečko, panství Nové Hrady                         | 86                    | 506                             | 534                           |
| Přídolí                     | poddanské, panské městečko, panství Český Krumlov                      | 53                    | 371                             | 387                           |
| Adamov                      | poddanské, panské městečko, panství Lišov                              |                       |                                 |                               |
| Křemže                      | poddanské, panské městečko, panství Český Krumlov                      |                       |                                 |                               |
| Mezimostí nad Nežárkou      | poddanské, komorní městečko, panství Třeboň                            |                       |                                 |                               |